# Tambaram
Tambaram è una suddivisione dell'India, classificata come municipality, di 137.609 abitanti, situata nel distretto di Kanchipuram, nello stato federato del Tamil Nadu. In base al numero di abitanti la città rientra nella classe I (da 100.000 persone in su).

## Geografia fisica
La città è situata a 12° 55' 38 N e 80° 6' 38 E e ha un'altitudine di 31 m s.l.m..

## Società

### Evoluzione demografica
Al censimento del 2001 la popolazione di Tambaram assommava a 137.609 persone, delle quali 70.181 maschi e 67.428 femmine. I bambini di età inferiore o uguale ai sei anni assommavano a 14.060, dei quali 7.160 maschi e 6.900 femmine. Infine, coloro che erano in grado di saper almeno leggere e scrivere erano 107.602, dei quali 57.736 maschi e 49.866 femmine.